# Stephanopis aruana
Stephanopis aruana är en spindelart som beskrevs av Tord Tamerlan Teodor Thorell 1881. Stephanopis aruana ingår i släktet Stephanopis och familjen krabbspindlar. Inga underarter finns listade i Catalogue of Life.